# Fasten Seatbelts
Fasten Seatbelts är den svenske rockartisten Tomas Ledins sjätte studioalbum, utgivet på skivbolaget Polydor 1978. Låten "Mademoiselle" framfördes av Ledin i Melodifestivalen 1978 där den kom på en femteplats med 78 poäng. Dirigent var Wlodek Gulgowski.
Skivan utgavs ursprungligen på LP, men återutgavs på CD 1991. På CD-utgåvan fanns två bonuslåtar, vilka ursprungligen var utgivna på livealbumet Tagen på bar gärning (1978).
På skivan medverkar bland andra Roger Palm och Janne Schaffer.

## Låtlista
Alla låtar är skrivna av Tomas Ledin.

### LP
A
1. "På vingar av stål" – 5:21
2. "Mademoiselle" – 3:09
3. "Efter vinter kommer vår" – 5:47
4. "Lura gärna nå'n annan" – 4:39

B
1. "Rymdpromenad" – 8:03
2. "Nattvargar" – 5:17
3. "Känslorna som försvann" – 4:20
4. "Det spänner och bränner" – 4:20

### CD
1. "På vingar av stål" – 5:21
2. "Mademoiselle" – 3:09
3. "Efter vinter kommer vår" – 5:47
4. "Lura gärna nå'n annan" – 4:39
5. "Rymdpromenad" – 8:03
6. "Nattvargar" – 5:17
7. "Känslorna som försvann" – 4:20
8. "Det spänner och bränner" – 4:20
9. "Tagen på bar gärning" – 3:40
10. "Vad har vi gjort" – 3:35

## Medverkande
- Leif Carlquist – slagverk, producent
- Wlodek Gulgowski – piano, moog
- Rutger Gunnarsson – bas
- Tomas Ledin – sångare
- Londons symfoniorkester
- John Mealing – dirigent
- Del Newman – dirigent
- Roger Palm – trummor
- Janne Schaffer – gitarr
- Lasse Wellander – gitarr

## Listplaceringar
| Lista (1978) | Topplacering |
| ------------ | ------------ |
| Sverige      | 8            |

### Fotnoter
1. 1 2  ”Fasten Seatbelts”. Discogs.com. http://www.discogs.com/Tomas-Ledin-Fasten-Seatbelts/release/1783522. Läst 14 januari 2013.
2. ↑  ”Melodifestivalen 1978”. Sveriges Television. https://www.svt.se/melodifestivalen/melodifestivalen-1978?. Läst 14 januari 2013.
3. 1 2  ”Fasten Seatbelts”. Svensk mediedatabas. http://smdb.kb.se/catalog/search?q=Tomas+Ledin+Fasten&x=0&y=0. Läst 14 januari 2013.
4. ↑  Placeringar på den svenska albumlistan